# Rafael Campo
Pour les articles homonymes, voir Campo.
Rafael Campo Pomar (24 octobre 1813 - 1er mars 1890) est président du Salvador du 12 février 1856 au 1er février 1858. 
Campo est né à Sonsonate, au Salvador. Ses parents sont Pedro Campo Arpa et Juana Maria Pomar. Son père était né à Torrijo del Campo (Teruel), en Espagne, le 26 juin 1772. Rafael Campo était le cousin germain du Marquis de Campo à Valence, en Espagne. Campo est élu président le 30 janvier 1856. Il cède le pouvoir à son vice-président, Francisco Dueñas, le 12 mai de la même année, mais reprend la présidence le 19 juillet. Il est membre du Parti conservateur. 
Campo a démissionné après que la grave épidémie de choléra de 1857 a épuisé le pays. Il est en poste pendant la « guerre nationale » en Amérique centrale contre William Walker et ses flibustiers, une période difficile pour cette région.  
Il meurt le 1er mars 1890 à Puerto de Acajutla, à l'âge de 76 ans. 